# UK Download Chart
UK Download Chart, właściwie The UK Official Download Chart – kompilacja tworzona przez Official Charts Company w oparciu o przemysł muzyczny. Tydzień notowania trwa od niedzieli do soboty, natomiast przeboje są publikowane w środę po południu tak, aby nie kolidować z nadawanymi na weekendzie zestawieniami UK Singles Chart.
Główna audycja telewizyjna składa się z 40 najpopularniejszych utworów minionego tygodnia, jednak największym zainteresowaniem objęta jest ścisła 20. Na początku w 2006 roku, publikowana była wersja z 200 przebojami, jednak szybko została zastąpiona nową. Notowania opierają się wyłącznie na pobraniach w jakości cyfrowej – tzw. „Permanent digital downloads” i dotyczą jedynie pojedynczych wykonań, nie całych płyt. Przykładem sklepu, w którym można nabyć tego rodzaju utwór jest iTunes Store.

## Historia
Przedsiębiorstwo UK Charts Company wraz ze wzrostem zainteresowania pobierania plików muzycznych w jakości cyfrowej zdecydowało się na uruchomienie specjalnego notowania podsumowującego tę część sprzedaży. Pierwszy odcinek programu miał miejsce 26 czerwca 2004 roku. Na początku 2005 roku, kiedy UK Singles Chart obchodziło swoje 1000. notowanie po raz pierwszy w historii muzyka w jakości cyfrowej znalazła większą liczbę nabywców aniżeli w wersji fizycznej.
Pierwszym „numerem jeden” notowania został utwór wykonywany przez grupę The Pixies – Bam Thwok. Nagranie, które zagościło na UK Download Chart najdłużej to Crazy autorstwa Gnarlsa Barkleya, który niezmiennie wiódł prym przez 11 kolejnych tygodni.